# Bernard Schuiteman
Bernard Schuiteman (Garderen, 3 oktober 1973) is een Nederlands voormalig prof voetballer die als verdediger speelde.

## Loopbaan
Hij begon zijn carrière in Duitsland in het seizoen 1993/1994 bij Bayer 04 Leverkusen. Later (1995-1999) speelde hij nog voor Feyenoord, daarna voor achtereenvolgens FC Utrecht, Grazer AK, FSV Mainz 05, SpVgg Unterhaching, Apollon Limassol en SC Cambuur Leeuwarden.
Hierna ging hij terug naar Oostenrijk waar hij op lager niveau ging voetballen en trainer (jeugdtrainer en later hersteltrainer) werd bij FC Waidhofen/Ybbs.
Schuiteman was Nederlands jeugdinternational en nam deel aan het Europees kampioenschap voetbal onder 16 - 1990.
Hierna werd Schuiteman jeugdtrainer bij de Oostenrijkse voetbalbond. Als scout werkte hij onder andere voor FC Twente, Rapid Wien, Manchester United FC, Wolverhampton Wanderers FC en in 2019 voor zijn oude club Feyenoord. In 2020 werd hij aangesteld als technisch directeur bij Grasshopper Club Zürich. Op 10 april 2024 begon hij als technisch directeur bij FC Den Bosch. Bijna een jaar na zijn intrede werd bekend dat hij de club zou gaan verlaten. Hij bleek een overstap te maken naar RKC Waalwijk, waar hij de naar FC Groningen vertrokken Mohammed Allach op zou gaan volgen.

## Erelijst
Feyenoord
- KNVB Beker: 1994/95

Grazer AK
- Oostenrijkse voetbalbeker: 1999/2000